# Chymomyza eungellae
Chymomyza eungellae är en tvåvingeart som beskrevs av Bock 1982. Chymomyza eungellae ingår i släktet Chymomyza och familjen daggflugor. Inga underarter finns listade i Catalogue of Life.